# Sarcosomataceae
Sarcosomataceae é uma família de fungos da ordem Pezizales. Segundo uma estimativa de 2008, esta família contém 10 géneros e 57 espécies. A maioria das espécies podem ser encontradas em áreas temperadas, e são tipicamente saprófitas em madeira enterrada ou em decomposição-